# Lijst van voetbalinterlands Brazilië - Estland
Deze lijst van voetbalinterlands is een overzicht van alle officiële voetbalwedstrijden tussen de nationale teams van Brazilië en Estland. De landen hebben tot op heden een keer tegen elkaar gespeeld. Dat was een vriendschappelijke wedstrijd op 12 augustus 2009 in Tallinn.

## Wedstrijden
| № | Plaats  | Datum            | Competitie        | Wedstrijd          | Uitslag |
| - | ------- | ---------------- | ----------------- | ------------------ | ------- |
| 1 | Tallinn | 12 augustus 2009 | Vriendschappelijk | Estland − Brazilië | 0 − 1   |

## Samenvatting
| Competitie        | Totaal gespeeld | Winst Brazilië | Gelijk | Winst Estland | Doelsaldo Brazilië – Estland |
| ----------------- | --------------- | -------------- | ------ | ------------- | ---------------------------- |
| Vriendschappelijk | 1               | 1              | 0      | 0             | 1 − 0                        |
| Totaal            | 1               | 1              | 0      | 0             | 1 − 0                        |

Wedstrijden bepaald door strafschoppen worden, in lijn met de FIFA, als een gelijkspel gerekend.

## Details

### Eerste ontmoeting
| Vriendschappelijk (Tallinn, Estland, 12 augustus 2009): |              | |
| Estland | 0 – 1        | Brazilië |
| | goals        | 43' Luís Fabiano |
| Tarmo Rüütli | bondscoach   | Dunga |
| Sergei Pareiko Enar Jääger Alo Bärengrub Raio Piiroja Ragnar Klavan Sander Puri 89' Aleksandr Dmitrijev 61' Konstantin Vassiljev Joel Lindpere 61' Tarmo Kink 73' Sergei Zenjov 61' | opstellingen | Júlio César 58' Maicon 67' Lúcio Luisão André Clarindo dos Santos Gilberto Silva Felipe Melo 37' José Kléberson 58' Kaká 65' Luís Fabiano 58' Robinho |
| Martin Vunk 61' Dmitri Kruglov 61' Vladimir Voskoboinikov 61' Kristen Viikmäe 73' Ats Purje 89'                                                                                     | wissels      | 37' Elano 58' Daniel Alves 58' Júlio Baptista 58' Diego Tardelli 65' Nilmar Honorato da Silva 67' Miranda                                             |
| Aleksandr Dmitrijev 25' Sergei Pareiko 73' | gele kaarten | 21' André Clarindo dos Santos 45+1' Lúcio 73' Luisão 86' Felipe Melo 87' Elano 90+2' Nilmar                                                           |
| Dmitri Kruglov 87', 87' | rode kaarten | |

A-internationals · Selecties · CBF · Braziliaans vrouwenelftal · Olympisch elftal · Bondscoaches
1910 – 1919 · 
1920 – 1929 · 
1930 – 1939 · 
1940 – 1949 · 
1950 – 1959 · 
1960 – 1969 · 
1970 – 1979 · 
1980 – 1989 · 
1990 – 1999 · 
2000 – 2009 · 
2010 – 2019 · 
2020 – 2029
WK 1930 · 
WK 1934 · 
WK 1938 · 
WK 1950 · 
WK 1954 · 
WK 1958 · 
WK 1962 · 
WK 1966 · 
WK 1970 · 
WK 1974 · 
WK 1978 · 
WK 1982 · 
WK 1986 · 
WK 1990 · 
WK 1994 · 
WK 1998 · 
WK 2002 · 
WK 2006 · 
WK 2010 · 
WK 2014 · 
WK 2018 · 
WK 2022
OS 1952 · 
OS 1960 · 
OS 1964 · 
OS 1968 · 
OS 1972 · 
OS 1976 · 
OS 1984 · 
OS 1988 · 
OS 1996 · 
OS 2000 · 
OS 2008 · 
OS 2012 · 
OS 2016 · 
OS 2020
1914 · 
1915 · 
1916 · 
1917 · 
1918 · 
1919 · 
1920 · 
1921 · 
1922 · 
1923 · 
1924 · 
1925 · 
1926 · 
1927 · 
1928 · 
1929 · 
1930 · 
1931 · 
1932 · 
1933 · 
1934 · 
1935 · 
1936 · 
1937 · 
1938 · 
1939 · 
1940 · 
1941 · 
1942 · 
1943 · 
1944 · 
1945 · 
1946 · 
1947 · 
1948 · 
1949 · 
1950 · 
1951 · 
1952 · 
1953 · 
1954 · 
1955 · 
1956 · 
1957 · 
1958 · 
1959 · 
1960 · 
1961 · 
1962 · 
1963 · 
1964 · 
1965 · 
1966 · 
1967 · 
1968 · 
1969 · 
1970 · 
1971 · 
1972 · 
1973 · 
1974 · 
1975 · 
1976 · 
1977 · 
1978 · 
1979 · 
1980 · 
1981 · 
1982 · 
1983 · 
1984 · 
1985 · 
1986 · 
1987 · 
1988 · 
1989 · 
1990 · 
1991 · 
1992 · 
1993 · 
1994 · 
1995 · 
1996 · 
1997 · 
1998 · 
1999 · 
2000 · 
2001 · 
2002 · 
2003 · 
2004 · 
2005 · 
2006 · 
2007 · 
2008 · 
2009 · 
2010 · 
2011 · 
2012 · 
2013 · 
2014 · 
2015 · 
2016 · 
2017 · 
2018 ·
2019 ·
2020 ·
2021
Algerije ·
Andorra ·
Argentinië ·
Australië ·
België ·
Bolivia ·
Bosnië en Herzegovina ·
Bulgarije ·
Canada ·
Chili ·
China ·
Colombia ·
Congo-Kinshasa ·
Costa Rica ·
Denemarken ·
DDR ·
Duitsland ·
Ecuador ·
Egypte ·
El Salvador ·
Engeland ·
Estland ·
Finland ·
Frankrijk ·
Gabon ·
Ghana ·
Griekenland ·
Guatemala ·
Guinee ·
Haïti ·
Honduras ·
Hongarije ·
Hongkong ·
Ierland ·
IJsland ·
Irak ·
Iran ·
Israël ·
Italië ·
Ivoorkust ·
Jamaica ·
Japan ·
Joegoslavië ·
Kameroen ·
Kroatië ·
Letland ·
Litouwen ·
Luxemburg ·
Maleisië ·
Marokko ·
Mexico ·
Nederland ·
Nieuw-Zeeland ·
Nigeria ·
Noord-Ierland ·
Noord-Korea ·
Noorwegen ·
Oekraïne ·
Oman ·
Oostenrijk ·
Panama ·
Paraguay ·
Peru ·
Polen ·
Portugal ·
Qatar .
Roemenië ·
Rusland ·
Saoedi-Arabië ·
Senegal ·
Servië ·
Schotland ·
Slowakije ·
Sovjet-Unie ·
Spanje ·
Tanzania ·
Thailand ·
Tsjechië ·
Tsjecho-Slowakije ·
Tunesië ·
Turkije ·
Uruguay ·
Venezuela ·
Verenigde Arabische Emiraten ·
Verenigde Staten ·
Wales ·
Zambia ·
Zimbabwe ·
Zuid-Afrika ·
Zuid-Korea ·
Zweden ·
Zwitserland
Argentinië (1982) ·
Argentinië (2005) ·
Australië (1997) ·
Australië (2006) ·
België (2018) ·
Chili (2014) ·
China (2002) ·
Colombia (2014) ·
Costa Rica (2018) ·
Duitsland (2002) ·
Duitsland (2014) ·
Frankrijk (1998) ·
Frankrijk (2006) ·
Ghana (2006) ·
Hongarije (1954) ·
Italië (1970) ·
Italië (1982) ·
Italië (1994) ·
Japan (2006) ·
Kameroen (2014) ·
Kameroen (2022) ·
Kroatië (2006) ·
Kroatië (2014) ·
Kroatië (2022) ·
Mexico (1999) ·
Mexico (2014) ·
Mexico (2018) ·
Nederland (2014) ·
Portugal (2010) ·
Servië (2018) ·
Spanje (2013) ·
Tsjecho-Slowakije (1962, 2) ·
Turkije (2002, 1) ·
Uruguay (1950) ·
Verenigde Staten (2009, 2) ·
Zweden (1958) ·
Zwitserland (2018)
EJL · A-internationals · Bondscoaches · Statistieken · Estisch vrouwenelftal · Olympisch elftal · Estland U21 · Estland U20 · Estland U19 · Estland U18 · Estland U17 · Estland U16
1920 – 1929 ·
1930 – 1939 ·
1940 – 1949 ·
1950 – 1990 · 
1990 – 1999 ·
2000 – 2009 ·
2010 – 2019 ·
2020 − 2029
OS 1924
1920 ·
1921 ·
1922 ·
1923 ·
1924 ·
1925 ·
1926 ·
1927 ·
1928 ·
1929 · 
1930 · 
1931 · 
1932 · 
1933 · 
1934 · 
1935 · 
1936 · 
1937 · 
1938 · 
1939 · 
1940 · 
1941 · 
1942 · 
1943 · 1944 · 
1945 · 
1946 · 
1947 · 
1948 · 
1949 · 
1950 – 1990 · 
1991 · 
1992 · 
1993 · 
1994 · 
1995 · 
1996 · 
1997 · 
1998 · 
1999 · 
2000 · 
2001 · 
2002 · 
2003 · 
2004 · 
2005 · 
2006 · 
2007 · 
2008 · 
2009 · 
2010 · 
2011 · 
2012 · 
2013 · 
2014 · 
2015 · 
2016 ·
2017 ·
2018 ·
2019 ·
2020
Albanië ·
Andorra ·
Angola ·
Antigua en Barbuda ·
Argentinië ·
Armenië ·
Azerbeidzjan ·
België ·
Bosnië-Herzegovina ·
Brazilië ·
Bulgarije ·
Canada ·
Chili ·
China ·
Cyprus ·
Denemarken ·
Duitsland ·
Ecuador ·
Egypte ·
El Salvador ·
Engeland ·
Equatoriaal-Guinea ·
Faeröer ·
Fiji ·
Filipijnen ·
Finland ·
Frankrijk ·
Georgië · 
Gibraltar ·
Griekenland ·
Hongarije ·
Hongkong ·
Ierland ·
IJsland ·
Indonesië ·
Irak ·
Israël ·
Italië ·
Jordanië ·
Kazachstan ·
Kirgizië ·
Kroatië ·
Letland ·
Libanon ·
Liechtenstein ·
Litouwen ·
Luxemburg ·
Malta ·
Marokko ·
Mexico ·
Moldavië ·
Montenegro ·
Nederland ·
Nieuw-Caledonië ·
Nieuw-Zeeland ·
Noord-Ierland ·
Noord-Macedonië ·
Noorwegen ·
Oekraïne ·
Oezbekistan ·
Oman ·
Oostenrijk ·
Polen ·
Portugal ·
Qatar ·
Roemenië ·
Rusland ·
Saint Kitts en Nevis ·
San Marino ·
Saoedi-Arabië ·
Schotland ·
Servië ·
Slovenië ·
Slowakije · 
Spanje ·
Tadzjikistan ·
Thailand ·
Trinidad en Tobago ·
Tsjechië ·
Turkije ·
Turkmenistan ·
Uruguay ·
Vanuatu ·
Venezuela ·
Verenigde Arabische Emiraten ·
Verenigde Staten ·
Vietnam ·
Wales ·
Wit-Rusland ·
Zweden ·
Zwitserland